# Маклейн, Чарльз, барон Маклейн
Чарльз Гектор Фицрой Маклейн, барон Маклейн (англ. Charles Hector Fitzroy Maclean, Baron Maclean; 5 мая 1916 — 8 февраля 1990) — британский государственный и военный деятель, лорд-камергер королевы Великобритании Елизаветы II с 1971 по 1984 год, 27-й глава клана Маклейн, 11-й баронет и 7-й лорд Маклейн (1936—1990).

## Биография
Чарльз Маклейн родился 5 мая 1916 года. Второй (младший) сын майора Гектора Фицроя Маклейна (1873—1932) и Уинифред Джоан Уайлдинг (1875—1941) , дочери Джона Ходжкисса Уилдинга.
22 ноября 1936 года после смерти своего деда, сэра Фицроя Маклейна, 10-го баронета (1835—1936), Чарльз Гектор Фицрой Маклейн унаследовал титулы 27-го вождя клана Маклейн, 11-го баронета и 7-го лорда Маклейна.
7 июня 1941 года Чарльз Гектор Фицрой Маклейн женился на Джоан Элизбает Манн (1923—2021), дочери Фрэнсиса Томаса Манна (1888—1964) и Энид Агнес Тилни (? — 1976), внучке сэра Эдварда Манна, 1-го баронета из Телветон-холла (1854—1943). У супругов было две детей:
- Достопочтенный Лахлан Гектор Чарльз Маклейн (род. 25 августа 1942), наследник отца и нынешний (28-й) глава клана Маклейн с 1990 года. Женат на Мэри Хелен Гордон (1943—2007), от брака с которой у него есть пятеро детей.
- Достопочтенная Джанет Элизабет Маклейн (род. 27 декабря 1944), муж — майор Николас Майкл Ланселот Барн (1943—2017), от брака с которым у неё было двое сыновей.

Участвовал во Второй мировой войне, когда служил в 3-м батальоне шотландской гвардии. Сражался во франции, Бельгии, Нидерландах и Германии. После окончания войны он стал фермером по разведению овец и крупного рогатого скота в Шотландии. Он был лордом-лейтенантом Аргайлшира с 1954 по 1975 год.
Ассоциация бойскаутов назначила Маклейна своим главным скаутом Соединенного Королевства с 1959 по 1971 год и Содружества с 1959 по август 1975 года. Он курировал формирование своей Передовой партии и её Отчет Передовой партии главного скаута, что привело к радикальным изменениям. в Ассоциацию бойскаутов, а также недовольство и расколы, но не смогли остановить потери набора и сместили баланс набора в пользу детей младшего возраста. Комитет Всемирной организации скаутского движения наградил его единственной наградой — «Бронзовым волком» в 1967 году за исключительные заслуги перед мировым скаутским движением.
Он был назначен пожизненным пэром как  барон Маклейн из Дуарта и Морвена в графстве Аргайл в 1971 году. Его первым церемониальным назначением в качестве лорда-камергера были похороны герцога Виндзорского в 1972 году. Он был лордом-верховным комиссаром Генеральной ассамблеи Шотландской церкви в 1984-1985 годах.
Лорд Маклейн скончался 8 февраля 1990 года во дворце Хэмптон-корт.

## Почести
- Бригадный генерал, телохранитель королевы Шотландии (Королевская рота лучников)
- Кавалер Ордена Британской Империи (1967)[10]
- Кавалер Ордена Чертополоха (1969)[11]
- Лорд-камергер королевы Елизаветы II (1971)
- Кавалер Большого креста Королевского Викторианского ордена (1971)[12]
- Пожизненный пэр как барон Маклейн из Дуарта и Морверна в графстве Аргайл (1971)[13]
- Лорд в ожидании выхода на пенсию с поста лорда-камергера (1984)
- Королевская Викторианская цепь (1984)[14]
- Главный стюард дворца Хэмптон-корт (1985).